# ポールポジション!愛しき人へ…
『ポールポジション!愛しき人へ…』（ポールポジション いとしきひとへ）は、1992年1月8日から3月18日まで日本テレビの『水曜ドラマ』枠（毎週水曜日 22:00 - 23:00・JST）で放送された日本のテレビドラマ。主演は加勢大周。

## 概要
F3レーサーと、彼を愛する3人の女性、仲間との交流と、主人公の事故死、その遺志を継ごうとする双子の弟を描いた青春ラブストーリー。トップレーサー・星野一義の全面協力により本物のレース映像が使用された。主人公のファッションをエンポリオ・アルマーニで揃えたり、本物のF3マシンやポルシェ・356スピードスターなど豪華なアイテムが多く登場したことでも話題になった。
原作は橋本以蔵の同名の小説。脚本は作者の橋本による。

## キャスト

### レーシングチーム・フォーチュン
羽仁 敬一
演 - 加勢大周
1話での主人公。F3のレーサーだが、スランプに陥り、不甲斐無い結果が続いていた。年上の恋人･真希子に愛想を尽かされる恐怖から、1話のラストでレースで無謀な勝負に挑み、事故死。
羽仁 竜二
演 - 加勢大周（二役）
2 話からの主人公。敬一の弟で、亡き兄の遺志を継いでレーサーを目指すが、兄の死のトラウマに苦しみ続ける。
柏木 公介
演 - 錦織一清
チームのオーナー。死んだ敬一の穴埋めに竜二をレーサーにスカウトするが、内心では良く思っておらず、トラブルに巻き込まれた時に本性を現す。
倉持 秀郎
演 - 西村和彦
敬一と竜二の友人で、レースのマネージャーを務める。

### 敬一・竜二兄弟を巡る女性たち
植田 真希子
演 - 森尾由美
敬一の事故の原因となった謎の美女。敬一の死後、竜二をターゲットにする。
藤岡 珠美
演 - 田中律子
竜二を煽る真希子を憎悪し、竜二にレーサーを断念させようとする。竜二とは、友達以上恋人未満の状態。
羽仁 加奈
演 - 高岡早紀
敬一と竜二の妹。兄達を煽る真希子を敵視。敬一同様に、竜二が事故死したと嘘をついてしまった事もある。

### その他
節山 佳江
演 - 中村あずさ
医師。敬一の死の恐怖に怯える竜二にレーサーを辞めるように忠告をする。
子安
演 - 小沢仁志
柏木の手下。竜二を陥れるため、妨害工作を行う。
- 星野由妃
- エド山口

## スタッフ
- 原作・脚本 - 橋本以蔵
- 演出 - 佐藤東弥、中山秀一
- 音楽 - 佐藤準
- 主題歌 - THE ALFEE「Promised Love」
- 協力 - CABINレーシングチーム、ホシノレーシング
- プロデューサー - 水田伸生、篠崎幸生
- 制作協力 - 日本テレビエンタープライズ、ペンハウス
- 制作著作 - 日本テレビ

## 放送日程
| 話数   | 放送日  |
| ------ | ------- |
| 第1話  | 1月08日 |
| 第2話  | 1月15日 |
| 第3話  | 1月22日 |
| 第4話  | 1月29日 |
| 第5話  | 2月05日 |
| 第6話  | 2月12日 |
| 第7話  | 2月19日 |
| 第8話  | 2月26日 |
| 第9話  | 3月04日 |
| 第10話 | 3月11日 |
| 最終話 | 3月18日 |

## 小説
- 1992年2月刊行（ワニブックス）